# Иннокентий X
Инноке́нтий X (лат. Innocentius PP. X, в миру Джамбаттиста Памфили, итал. Giambattista Pamphili; 6 мая 1574, Рим, Папская область — 7 января 1655[…], Рим, Папская область) — папа римский с 15 сентября 1644 года по 7 января 1655 года.

## Ранние годы
Джамбаттиста Памфили родился 6 мая 1574 года в Риме в семье из Губбио, находившейся в дальнем родстве с Борджиа. Приходился прапраправнуком папе Александру VI.
Изучал право и работал на разных должностях в Римской курии. Папа Григорий XV (1621—1623) послал его в качестве апостольского нунция ко двору Неаполитанского королевства. Урбан VIII отправил его сопровождать своего племянника Франческо Барберини во Францию, а затем — в Испанию. 19 января 1626 года был назначен Римским папой Урбаном VIII титулярным патриархом Антиохии. 25 января 1626 года был рукоположён в епископа. На должности антиохийского патриарха находился до 30 января 1626 года.
30 мая 1626 года был назначен Святым Престолом апостольским нунцием при дворе Филиппа IV Испанского (1621—1665). Такое положение при испанском дворе сделало его приверженцем испанской политики, что отразилось на его будущем понтификате. В 1629 году Памфили был назначен кардиналом.

## Избрание
Конклав 1644 года, созванный для избрания преемника Урбана VIII, был долгим и бурным и продолжался с 9 августа по 15 сентября. Французская фракция среди кардиналов во главе с племянниками Урбана возражали против испанского кандидата, который был врагом кардинала Мазарини. Они представили свою кандидатуру (Джулио Чезаре Сакетти), но не смогли добиться его избрания и согласились с Памфили как компромиссным кандидатом. Мазарини пожелал наложить вето на избрание Памфили, но письмо об этом пришло слишком поздно, и выборы были завершены.

## Папство
Иннокентий Х правил церковью совместно со своим непотом, Камилло Памфили, получившим кардинальскую шапку вскоре после избрания его дяди на папский престол. Большую роль при папском дворе играла и мать кардинала-непота Олимпия Майдалькини, прозванная «папессой». Она решала порой важнейшие вопросы политики апостольской столицы.
В доктринальной сфере получил известность декрет Иннокентия X 1653 года, осуждавший янсенизм — религиозное направление, получившее популярность тогда во Франции.

### Отношения с Францией
Вскоре после своего избрания Иннокентий X инициировал судебный иск против Барберини за хищение государственных средств. Братья Франческо, Антонио и Таддео Барберини бежали в Париж, где нашли могущественного покровителя в лице кардинала Мазарини. Иннокентий X конфисковал их имущество и 19 февраля 1646 года постановил, что все кардиналы, покидавшие Папскую область без согласия папы, лишались имущества и сана. Французский парламент не признал этого распоряжения, но ни Иннокентий X, ни Мазарини не были готовы к открытому конфликту. Вскоре папская политика по отношению к Франции стала более дружелюбной, а несколько позже Барберини были реабилитированы, более того, сын Таддео Барберини, Маффео, женился на Олимпии Джустиниани, племяннице Иннокентия X.

### Отношения с Пармой
В 1648 году папа осудил заключение Вестфальского мира, который положил конец Тридцатилетней войне. С целью расширения территории Папского государства Иннокентий Х предпринял военный поход против маленького княжества Кастро, которое принадлежало семье Фарнезе. Город был захвачен, дома и церкви в нём разрушены, а земля, на которой он находился, присоединена к папским владениям.

### Английская революция
Во время Английской революции (1642—1649) Иннокентий X решительно поддерживал независимую католическую Конфедерацию Ирландия, несмотря на возражения Мазарини и бывшей английской королевы, Генриетты Марии, изгнанной в Париж. Папа послал в качестве нунция в Ирландию Джованни Баттиста Ринуччини, архиепископа Фермо, который прибыл в Килкенни с большой партией оружия, военного снаряжения, в том числе 20 000 фунтов пороха, и не очень крупной суммой денег.
В Килкенни Ринуччини был принят с большими почестями. Он заявил, что целью его миссии является поддержка короля, но прежде всего — спасение от преследований католического народа Ирландии. Однако, в конце концов, Оливер Кромвель вернул Ирландию в состав Великобритании, и Ринуччини вернулся в Рим в 1649 году ни с чем.

## Смерть и наследие
О силе соперничества между двумя честолюбивыми семьями, Барберини и Памфили, можно судить по полотну Гвидо Рени «Архангел Михаил, попирающий Сатану», в чертах последнего улавливаются черты папы Памфили. Оно до сих пор висит в приделе церкви монахов-капуцинов Санта-Мария-делла-Кончеционе в Риме. Во время папства Урбана VIII Джованни Баттиста Памфили (в будущем Иннокентий X) был наиболее заметным конкурентом Антонио Барберини, брата папы.
Иннокентий повысил статус Колледжа Санто-Томас-де-ла Нуэстра-Сеньора-дель-Сантиссимо-Росарио до университета, и теперь это университет Санто-Томас в Маниле, старейший из существующих в Азии.
В 1650 году Иннокентий X организовал празднование очередного Юбилейного года. Он украсил собор Святого Петра барельефами и мозаичными полами, инициировал возведение Фонтана Четырёх рек на Пьяцца Навона, крепости Памфили в Риме и Палаццо Нуово на Капитолийском холме.
Картинная галерея Иннокентия X и его родственников до сих пор находится в руках их потомков. Она выставлена в Риме как галерея Дориа-Памфили. Иннокентий X запечатлен на портрете кисти Диего Веласкеса, находящемся в этой галерее. Выстроенная по приказу понтифика Вилла Дориа-Памфили — излюбленное место отдыха жителей Рима.
Здоровье восьмидесятилетнего понтифика начало ухудшаться в августе 1654 года. Церемониймейстер Фульвио Сервантио, который постоянно присутствовал в последние дни Папы Иннокентия, записал в церемониальном дневнике отчёт о смерти, похоронах и погребении Папы , в соответствии со стандартной практикой в отношении любого другого Папы XVII века.
К вечеру 26 декабря его состояние ухудшилось до такой степени, что вся семья была вызвана. В преддверии ожидаемой смерти Папы многие из кардиналов уже собрались в Риме перед последующим Конклавом. Иннокентий X получил соборование 28 декабря и, выразив желание проститься с кардиналами, собрал тридцать девять кардиналов у своей постели в Квиринальском дворце. Государственный секретарь Киджи, который присутствовал в течение последних двенадцати дней , префект Священного дворца епископ Скотти и ризничий монсеньор Альтини, а также различные посетители присутствовали, когда Папа умер в ночь на 6 января 1655 года.
Швейцарская гвардия сопровождала кардинала-камерленго Антонио Барберини в Квиринал, чтобы исполнить необходимые ритуалы, а кардинал Медичи посетил трёх племянников Папы, которые находились в другой комнате. После вскрытия тело было забальзамировано и на следующий день доставлено в Ватикан, где его поместили на катафалк в Сикстинской капелле. 8 января оно был перенесен в базилику Святого Петра, где на запечатывание гроба пришли кардиналы Людовизи, Киджи, Омодео, Оттобони, Сантакроче, Альдобрандини, Видман, Раджи, Пио и Гуалтерио, князья Памфили, Людовизи и Джустиниани, а также папский церемониймейстер Фульвио Сервантио. Похороны состоялись 17 января. Гробница Папы Иннокентия находится в церкви Сант-Аньезе-ин-Агоне, которую он построил в 1652 году рядом с фамильным дворцом палаццо Памфили в Риме.